# Distinction (droit)
Pour les articles homonymes, voir Distinction.
La distinction est un principe de droit international humanitaire qui régit l'usage légitime de la force lors d'un conflit armé ; selon ce principe, les belligérants doivent opérer une distinction entre les combattants et les civils,. La distinction et la proportionnalité constituent deux facteurs importants pour évaluer la nécessité militaire car les torts causés aux civils, ou à leurs biens, doivent être proportionnés et ne doivent pas être « excessifs par rapport à l’ensemble de l’avantage militaire concret et direct attendu » par une attaque sur un objectif militaire,.

## Codification
La distinction est présente dans le Protocole I (« additionnel aux conventions de Genève »), au Chapitre II : « Personnes civiles et population civile ». L'article 48 énonce le principe de distinction en déclarant : « les Parties au conflit doivent en tout temps faire la distinction entre la population civile et les combattants »,. L'article 50 définit un civil et la population civile,  l'article 51 décrit la protection qui doit être réservée aux populations civiles,  en le chapitre III pose des règles sur le ciblage de biens de caractère civil. Dans le Statut de Rome, l'article 8(2)(b)(i) prohibe lui aussi les attaques dirigées contre des civils. Certains États n'ont pas ratifié le Protocole ou le Statut de Rome, mais les principes de droit international humanitaire s'accordent sur le fait que cibler directement des civiles constitue une infraction au droit coutumier de la guerre et que ce principe s'impose à tous les belligérants.
Luis Moreno Ocampo, alors procureur principal auprès de la Cour pénale internationale, a enquêté sur des plaintes relatives à des crimes de guerre pendant l'invasion de l'Irak en 2003 (en). Il a publié une lettre ouverte au sujet de ses conclusions et, dans une section intitulée « Allégations concernant des crimes de guerre », il précise la notion de distinction :

« En droit international humanitaire et selon le Statut de Rome, la mort de civils au cours d’un conflit armé, et ce quels qu’en soient la gravité et le caractère regrettable, ne constitue pas en elle-même un crime de guerre. Le droit international humanitaire et le Statut de Rome autorisent les belligérants à lancer des attaques proportionnées sur des objectifs militaires, même lorsqu’ils savent que des civils pourraient être tués ou blessés. Il y a crime lorsqu’une attaque est dirigée délibérément contre la population civile (principe de distinction) (article 8(2)(b)(i)) ou qu’une attaque est lancée sur un objectif militaire en sachant que les blessures qu’elle causera incidemment aux personnes civiles seraient manifestement excessives par rapport à l’avantage militaire attendu (principe de proportionnalité) (article 8(2)(b)(iv).
L’article 8(2)(b)(iv) incrimine :

Le fait de diriger intentionnellement une attaque en sachant qu’elle causera incidemment des pertes en vies humaines dans la population civile, des blessures aux personnes civiles, des dommages aux biens de caractère civil ou des dommages étendus, durables et graves à l’environnement naturel qui seraient manifestement excessifs par rapport à l’ensemble de l’avantage militaire concret et direct attendu ;

L’article 8(2)(b)(iv) se fonde sur les principes de l’article 51(5)(b) du Protocole additionnel aux Conventions de Genève de 1949 (Protocole I) mais restreint l’interdiction pénale à des cas qui sont « manifestement » excessifs.
 L’application de l’article 8(2)(b)(iv) exige, entre autres, d’évaluer :

(a) les blessures attendues aux personnes civiles et les dommages attendus aux biens de caractère civil;

(b) l’avantage militaire attendu ; et

(c) si (a) était « manifestement excessif » par rapport à (b).

En plus de remplir les critères des éléments d’un crime, les renseignements doivent également indiquer la participation nécessaire d’un ressortissant d’un État partie pour que le crime puisse relever de la compétence de la Cour. Luis Moreno Ocampo. »